# Унгерн-Штернберг, Роман Фёдорович фон
Барон Ро́берт Ни́колаус Максими́лиан (Рома́н Фёдорович) фон У́нгерн-Ште́рнберг (нем. Robert Nikolaus Maximilian Freiherr von Ungern-Sternberg; 29 декабря 1885 (10 января 1886 года), Грац — 15 сентября 1921, Новониколаевск) — русский военачальник времён Гражданской войны в России, генерал-лейтенант Белой армии, видный деятель Белого движения на Дальнем Востоке. Георгиевский кавалер. Автор идеи реставрации империи Чингис-хана от Тихого океана до Каспия. В 1921 году получил от монгольского богдыхана титул «дархан-хошой-чин-вана».

## Происхождение и учёба

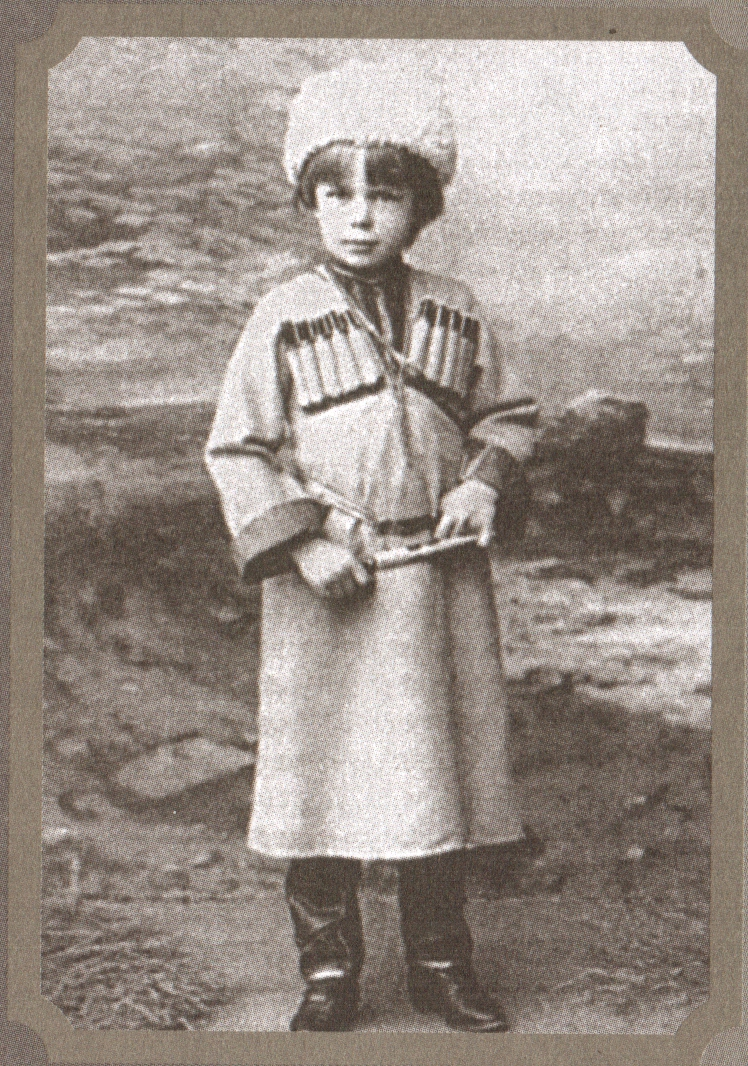
Роман Унгерн в семилетнем возрасте

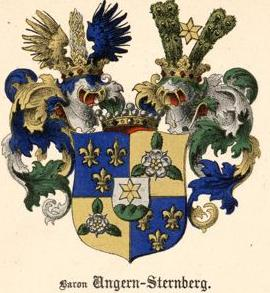
Герб барона Унгерна

Происходит из старинного немецко-балтийского (остзейского) графского и баронского рода, включённого в дворянские матрикулы всех трёх российских прибалтийских губерний. Род происходит от Ганса фон Унгерна, бывшего в 1269 году вассалом рижского архиепископа. Бабушка Романа Фёдоровича, Эдле фон Ренненкампф, была правнучкой «преступного барона» Романа Романовича Унгерн-Штернберга, владельца Дагерортского маяка, в 1804 году сосланного в Сибирь за то, что в приступе ярости он заколол кинжалом капитана торгового судна.
Отец — Теодор-Леонгард-Рудольф (01.04.1857—1918, Петроград). Мать — Софи-Шарлотта фон Вимпфен (13.07.1861—04.11.1907), немка, уроженка Штутгарта. Родители много путешествовали по Европе и на шестом году брака, в Австрии, у них родился сын, по традиции немецких дворянских семей названный тройным именем Николай-Роберт-Максимилиан.
По поводу даты рождения существуют разные версии. В книге «Самодержец пустыни» Юзефович пишет: «Датой рождения Унгерна считается 22 января 1886 года по новому стилю, хотя на самом деле он появился на свет 29 декабря 1885 года, то есть на двадцать четыре дня раньше. Очевидно, супруги Унгерн-Штернберги, будучи лютеранами, за границей зарегистрировали рождение сына по принятому в Западной Европе григорианскому календарю, но позднее, при поступлении мальчика в гимназию или в кадетский корпус, писарь, переводя григорианский календарь в юлианский, вместо того чтобы вычесть двенадцать дней, наоборот прибавил их к исходному числу. Затем полученная таким образом дата перекочевала в документы полковых канцелярий. После революции 1917 года её, само собой, сочли данной по старому стилю, и соответственно, приплюсовали ещё двенадцать дней. В итоге Унгерн стал моложе почти на месяц».
В 1887 году семья поселилась в Ревеле. В 1891 году Теодор и София развелись. В апреле 1894 году София вторично вышла замуж — за барона Оскара-Ансельма-Германа (Оскара Фёдоровича) фон Гойнинген-Гюне. Во втором браке Софи-Шарлотта родила ещё сына и дочь. В дальнейшем отношения Романа Унгерна как с отчимом (в том числе после смерти матери в 1907 году), так и с единоутробными братом и сестрой были самые родственные. С 1900 по 1902 год Роман Унгерн недолго посещал Николаевскую гимназию (ныне Гимназия Густава Адольфа) в Ревеле, откуда был отчислен в связи с тем, что с 1901 года перестал посещать занятия, так как заболел воспалением лёгких и уехал на лечение на юг и за границу.

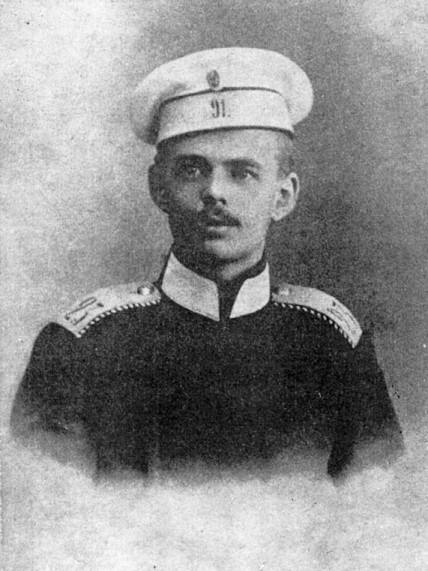
Вольноопределяющийся 91-го пехотного Двинского полка Р. Ф. Унгерн-Штернберг

1 августа 1902 года (по данным Леонида Юзефовича — 1896 года) отчим написал заявление о зачислении Романа Унгерна в Морской кадетский корпус в Санкт-Петербурге. Во время учёбы его поведение было неровным, своевольным и постепенно ухудшалось. В результате в феврале 1905 года Роман Унгерн был взят на попечение родителей. Во время Русско-японской войны Унгерн поступил вольноопределяющимся 1-го разряда в 91-й Двинский пехотный полк, но этот полк не участвовал в сражениях, и барон попросил перевести его в казачью дивизию на фронт. Это не получилось, и он перешёл на пополнение в 12-й Великолуцкий полк, назначенный к Южно-Маньчжурскому театру военных действий. Но к тому времени, когда он прибыл в Маньчжурию, боевые действия уже закончились. В ноябре 1905 года произведён в ефрейторы (в мае 1913 года за Русско-японскую войну Р.Ф. Унгерн был награждён светло-бронзовой медалью). В 1906 году поступил в Павловское военное училище, которое окончил в 1908 году и, по его просьбе, был зачислен в 1-й Аргунский полк Забайкальского казачьего войска, которым командовал генерал Эдлер фон Ренненкампф, бывший с Унгерном в родстве — его бабушка со стороны отца, Наталия Вильгельмина, была урождённая Ренненкампф.

## Казачья служба
С июня 1908 года служил в 1-м Аргунском полку Забайкальского казачьего войска в чине хорунжего. В 1910 году суд офицерской чести вынудил Унгерна перевестись в 1-й Амурский казачий полк. Причиной была стычка с сослуживцем, вследствие которой барон получил сабельное ранение в голову. В 1912 году произведён в сотники. В июле 1913 года подал в отставку и уехал в Кобдо, Монголия. Целью Унгерна было участие в национально-освободительном движении монголов против Китая, но ему разрешили служить только сверхштатным офицером в конвое консульства России. Легенда о том, что в Монголии Унгерн сотрудничал с Джа-ламой, опровергается документами. Получив известие о начале Первой мировой войны, Унгерн сразу выехал в Россию.
С началом войны поступил в 34-й Донской казачий полк, действовавший на Австрийском фронте в Галиции. За время войны пять раз был ранен, но возвращался в строй с незалеченными ранами. За подвиги, храбрость и отвагу был награждён пятью орденами, в том числе и орденом Святого Георгия 4-й степени: вскоре после прибытия на фронт, 22 сентября 1914 года, в бою у фольварка Подборек Унгерн проявил героизм в бою; 27 декабря 1914 года Дума ордена Святого Георгия 10-й армии «признала достойным награждения орденом Святого Георгия 4-й степени прикомандированного к 34-му Донскому полку сотника барона Романа Унгерн-Штернберга за то, что во время боя 22 сентября 1914 года, находясь у фольварка Подборек в 400—500 шагах от окопов противника, под действительным ружейным и артиллерийским огнём, дал точные и верные сведения о местонахождении неприятеля и его передвижениях, вследствие чего были приняты меры, повлёкшие за собой успех последующих действий».

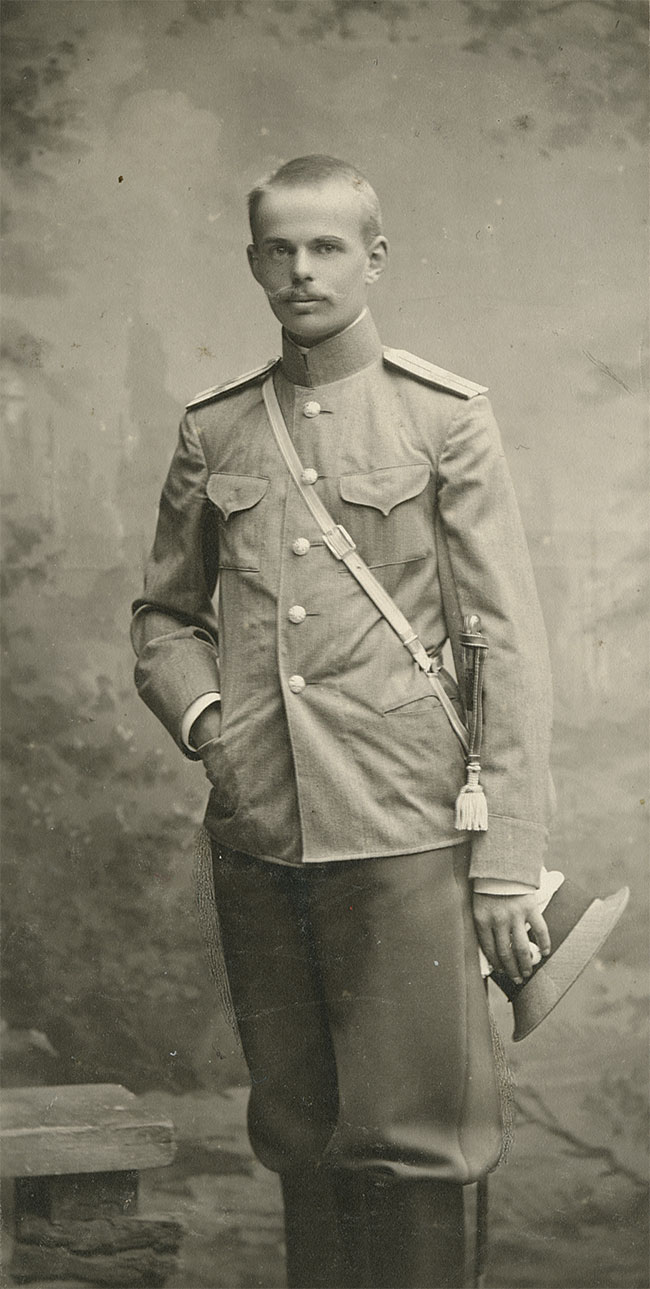
Р. Ф. Унгерн во время Первой мировой войны

В конце 1914 года барон перешёл в 1-й Нерчинский полк, за время службы в котором был удостоен ордена Святой Анны 4-й степени с надписью «За храбрость». В сентябре 1915 года Унгерн был откомандирован в конный отряд Особой важности Северного фронта атамана Пунина, задачей которого состояли партизанские действия в тылу противника в Восточной Пруссии. За время дальнейшей службы в особом отряде Унгерн получил ещё два ордена: орден Святого Станислава 3-й степени и орден Святого Владимира 4-й степени.
В Нерчинский полк барон Унгерн возвратился в июле или августе 1916 года. В сентябре 1916 года был произведён из сотников в подъесаулы, а затем и в есаулы — «за боевые отличия» — и награждён орденом Святой Анны 3-й степени.
В октябре 1916 года в городе Черновицы за нарушение дисциплины был отчислен из полка.
В 1917 году барон Унгерн отправился во Владивосток, а оттуда попал на Кавказский фронт. Есть предположение, что он был переведён туда командиром 1-го Нерчинского полка полковником бароном П. Н. Врангелем. Там он оказался вновь вместе со своим другом Г. М. Семёновым, будущим атаманом. В районе озера Урмия в Персии Унгерн участвовал в организации добровольческих отрядов ассирийцев, воевавших на стороне России. Ассирийцы хорошо проявили себя, но это не оказало существенного влияния на ход боевых действий, так как Российская императорская армия продолжала разваливаться под влиянием Февральской революции 1917 года.
В июле 1917 года Г. М. Семёнов выехал из Петрограда в Забайкалье, куда прибыл 1 августа с назначением по его же просьбе комиссаром Временного правительства России на Дальнем Востоке по формированию национальных частей. Вслед за ним в Забайкалье также появился и его друг — войсковой старшина барон Унгерн. В октябре или ноябре 1917 года Унгерн с 10—16 людьми создал в Иркутске контрреволюционную группу. По-видимому, в Иркутске Унгерн присоединился к Семёнову. Узнав об Октябрьской революции, Семёнов, Унгерн и ещё шесть человек уехали в Читу, оттуда — на станцию Даурия в Забайкалье, где ими было решено сформировать полк.

## Участие в Гражданской войне
В декабре 1917 года Семёнов, Унгерн и ещё пять казаков разоружили деморализовавшийся русский гарнизон станции Маньчжурия. Здесь Семёнов начал формировать Особый Маньчжурский отряд (ОМО) для борьбы с «красными». В начале 1918 года Унгерна назначили комендантом станции Хайлар. Барон разоружил находившиеся там пробольшевистски настроенные части. Успешные операции вдохновили Семёнова и Унгерна на расширение своих действий. Они занялись формированием национальных отрядов, в том числе из представителей монголов и бурят. После появления зимой-весной 1918 года в Забайкалье многочисленных эшелонов с пробольшевистски настроенными солдатами, возвращавшимися с развалившегося германского фронта, семёновский отряд был вынужден отступить в Маньчжурию, оставив за собой лишь небольшой кусочек русской земли в районе реки Онон. Весной и летом 1918 года на Даурском фронте ОМО вёл затяжные бои с «красными», в которых участвовал Унгерн. После того, как советская власть в Забайкалье пала, Семёнов в сентябре 1918 года утвердил в Чите свою ставку. В ноябре 1918 года Унгерн получил чин генерал-майора. Он перебазировался из Хайлара в Даурию.
1 сентября 1918 года в Даурии Унгерн сформировал Отдельную конную туземную бригаду, на основе которой позже был образован Туземный конный корпус, затем преобразованный в Азиатскую конную дивизию под командованием Унгерна (историю её создания и организационную структуру см.). Из Даурии Унгерн совершал рейды против красных партизан Забайкалья. Подобно «белым» и «красным», Унгерн широко применял реквизиции для снабжения своих войск. Реквизициям подвергались, прежде всего, «красные» и заподозренные в сочувствии им, а также те, кто большими партиями вывозил деньги и товары за границу. Шла массовая вербовка добровольцев. Дисциплина держалась на заботе о личном составе и жестоких наказаниях.
10 января 1919 года генерал-лейтенант Семёнов ввёл на наиболее богатых и важных горных промыслах (Ундинские прииски, Газимур-Борзинские прииски, Огочинский прииск, рудники в треугольнике Горный Зерентуй-Кадая-Кутомара) прямое военное управление, подчинив горные промыслы и их население генерал-майору Унгерну фон Штернбергу. Унгерн с присущими ему жестокостью и решимостью принялся за восстановление работы и нормальной жизни на подчинённых ему горных промыслах, для начала очистив подразделения горной милиции и органы власти от откровенно уголовных элементов, большей частью препровождённых прямо в Даурский застенок, где впоследствии они были казнены, после чего на горных промыслах были введены обязательная трудовая повинность и наказания за тунеядство и алкоголизм, а также Унгерн вытребовал себе всех имевшихся на тот момент времени в Забайкалье военнопленных и заключённых, благодаря чему подчинённые ему горные промыслы были полностью восстановлены всего за две недели, а его мероприятия по борьбе с алкоголизмом, безработицей и эпидемиями вызвали широкое понимание и поддержку среди населения. Занимался Унгерн также и дорожным строительством, в 1919 году руководив строительством грунтовых дорог Борзя-Нерчинский Завод, Маккавеево-Курорт-Дарасун-Акша и Ложниково-Нерчинск-Усть-Каренга (последнюю удалось дотянуть только до села Зюльзя современного Нерчинского района Забайкальского края). В кратчайший срок силами заключённых и военнопленных эти дороги были построены и действуют до сих пор, причём на многих участках они не ремонтировались со времён Унгерна.
Унгерн разрабатывал план восстановления монархий и борьбы с революциями в Евразии, начиная от Маньчжурии, Монголии и Китая и далее на запад. В контексте этого плана, в феврале—сентябре 1919 года он ездил в Маньчжурию и Китай. Там наладил контакты с монархическими кругами, а также готовил встречу Семёнова с маньчжурским милитаристом Чжан Цзолинем. В июле 1919 года Унгерн в Харбине по православному обряду вступил в брак с принцессой Цзи, представительницей свергнутой династии Цин. Она получила имя Елена Павловна Унгерн-Штернберг. Общались они на английском языке. Цель брака была политическая: Цзи была родственницей генерала Чжана Куйву, командира китайских войск западной части КВЖД и губернатора района Хайлар.
В ноябре 1919 года войска «красных» приблизились к Забайкалью. В начале 1920 года в Иркутске произошло восстание, город был захвачен эсеро-меньшевистским Политическим центром; адмирал Колчак погиб. В январе—феврале 1920 года красные партизаны развернули широкое наступление. В марте 1920 года они взяли Верхнеудинск, семёновцы отступили к Чите. В июне—июле 1920 года белые развернули последнее широкое наступление в Забайкалье. Унгерн действовал в направлениях на Александровский и Нерчинский заводы в координации с войсками генерала В. М. Молчанова. Белые не могли выдержать давление превосходящих сил красных. Унгерн стал готовить отход в Монголию. 7 августа 1920 года Азиатская конная дивизия была преобразована в партизанский отряд.

## Монгольская эпопея

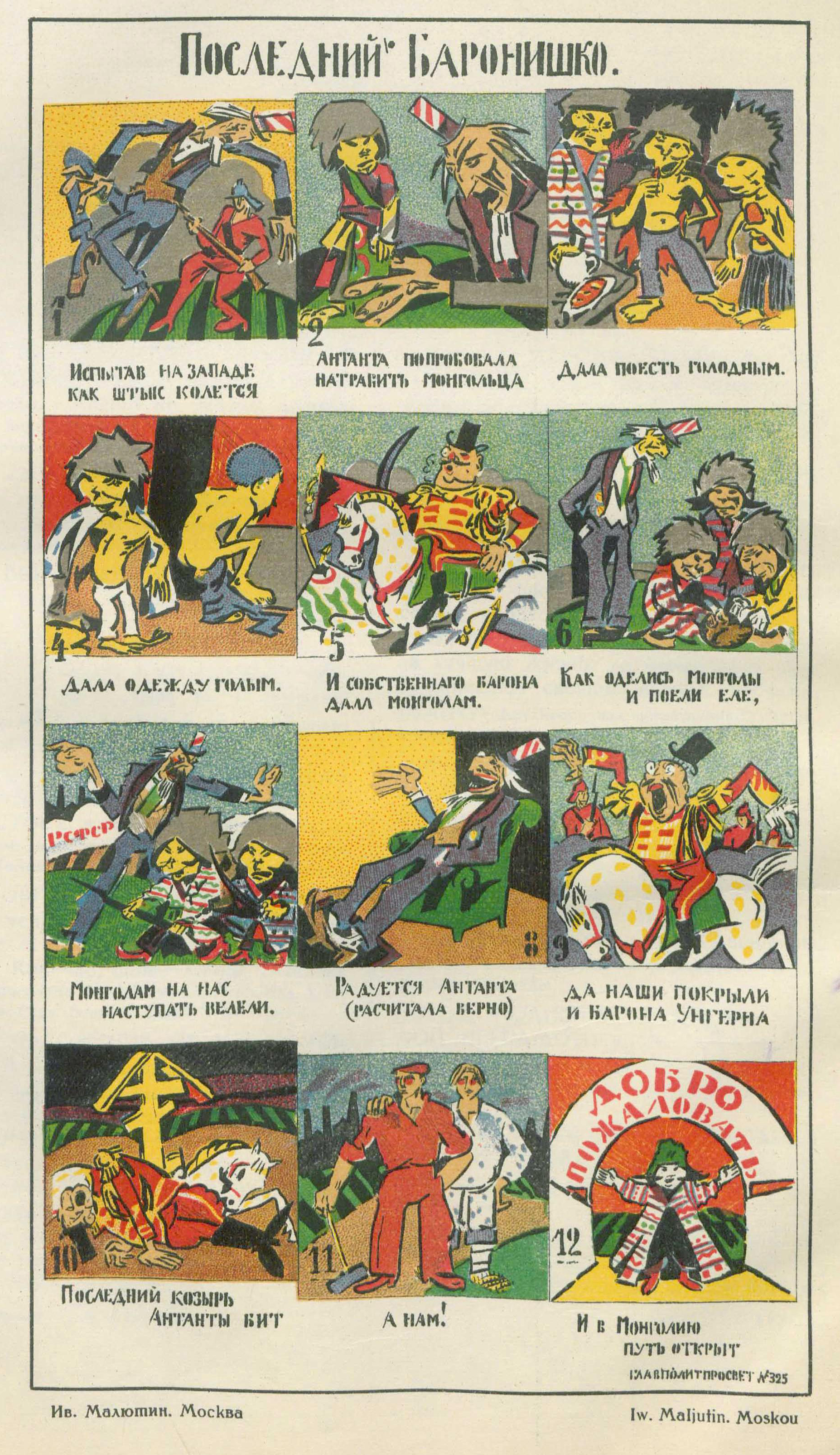
Советский агитплакат о монгольской эпопее Унгерна

### Освобождение Монголии
В августе 1920 года Азиатская дивизия покинула Даурию и ушла в направлении Монголии, оккупированной китайскими войсками. Существует предположение, что поход планировался как глубокий рейд в тыл «красным» войскам, ведшим наступление на Читу, и приказ Семёнова об «исчезнувшей дивизии» и «самоуправстве» барона был дезинформацией. Но в октябре 1920 года войска Семёнова отступили, и рейд Унгерна в тыл «красным» стал бессмысленным. Анализ документов показывает, что Унгерн имел свой собственный план: начать с Монголии восстановление монархий. Унгерна и его дивизию в Урге с надеждой ждали многие: для монголов он был вестником возрождения независимости, русским же колонистам он нёс освобождение от китайского ига.
Войско Унгерна перешло границу с Монголией 1 октября 1920 года у посёлка Усть-Букукун и направилось на юго-запад. Подойдя к столице Монголии Урге, барон вступил в переговоры с китайским командованием. Все его требования, включая разоружение китайских войск, были отвергнуты. 26—27 октября и 2—4 ноября 1920 года унгерновцы штурмовали город, но потерпели поражение, понеся значительные потери. Китайцы ужесточили режим в Урге, установив контроль религиозных служб в буддийских монастырях, занявшись грабежами и арестами русских и монголов, рассматриваемых «сепаратистами».
После поражения войско Унгерна отошло в верховья реки Керулен в аймаке Сэцэн-хана в восточной Монголии. Здесь Унгерн получил моральную и материальную поддержку всех слоёв монгольского населения. Материальное положение дивизии улучшалось, в том числе за счёт захватов караванов, направлявшихся из Китая для снабжения китайского гарнизона Урги. В дивизии царила «палочная» дисциплина — вплоть до жестоких казней после пыток мародёров, дезертиров и воров. Дивизия пополнялась за счёт отдельных групп «белых», проникавших из Забайкалья. Монгольские князья, в том числе Г. Лувсанцэвээн, организовали мобилизацию монголов. Теократический монарх Монголии, Богдо-гэгэн VIII, находившийся под китайским арестом, тайно прислал Унгерну своё благословение на изгнание китайцев из страны. По воспоминаниям М. Г. Торновского, ко времени решающего штурма Урги численность Азиатской дивизии составляла 1460 человек, численность китайского гарнизона — 7 тысяч человек. Китайцы же имели большое превосходство в артиллерии и пулемётах, создали систему окопов в Урге и вокруг неё.
Полковник Дубовик, присоединившийся к Унгерну в Монголии, составил доклад с приложением диспозиции взятия Урги. Унгерн и его ближайший помощник Б. П. Резухин признали её отличной, собрали старших офицеров и приняли с некоторыми поправками (подробнее см.:).
В ночь на 1 февраля 1921 года две сотни тибетцев, монголов и бурят во главе с Ц. Ж. Тубановым, баргутом Лувсаном и тибетцем Саджа-ламой направились из долины У-Булан (Уу булан, юго-восточнее Урги) на юго-западный склон горы Богдо-ула (южнее Урги) с целью освободить из-под ареста Богдо-гэгэна. Главные силы «белых» двинулись на город. В тот же день отряд под командованием Резухина захватил передовые позиции китайцев южнее Урги. Две сотни (под командой Хоботова и Неймана) подошли к городу с юго-востока. 2 февраля войска Унгерна после боёв захватили остальные передовые позиции китайцев и часть Урги. Во время этих боёв унгерновский отряд освободил Богдо-гэгэна из-под ареста и доставил в монастырь Манджушри-хийд на горе Богдо-ула. Это оказало деморализующее воздействие на китайцев.
3 февраля Унгерн дал своим войскам отдых. На сопках вокруг Урги белые ночью зажгли большие костры, по которым ориентировался отряд Резухина, готовившийся к решающему штурму. Костры также создавали впечатление, что к Унгерну подошли подкрепления, которые окружают город. 4 февраля барон предпринял решающий штурм столицы с востока, захватив сначала китайские казармы и торговую слободу Маймачен. После жестоких боёв город был захвачен. Часть китайских войск покинула Ургу до и во время боёв. Однако небольшие сражения происходили ещё 5 февраля.
И. И. Серебренников следующим образом оценивает личную роль барона Унгерна при взятии Урги:

Знавшие барона Унгерна отмечали его большую личную храбрость и неустрашимость. Он не побоялся, например, побывать в осаждённой Урге, где китайцы дорого бы заплатили за его голову. Произошло это следующим образом. В один из ярких, солнечных зимних дней барон, одетый в своё обычное монгольское одеяние — в красно-вишнёвый халат, в белой папахе, с ташуром в руках, просто въехал в Ургу по главной дороге, средним аллюром. Он побывал во дворце главного китайского сановника в Урге, Чэнь И, затем мимо консульского городка вернулся в свой стан. На обратном пути, проезжая мимо тюрьмы, он заметил, что китайский часовой здесь мирно спал на своём посту. Это нарушение дисциплины возмутило барона. Он слез с коня и наградил спавшего часового несколькими ударами плети. Проснувшемуся и страшно испуганному солдату Унгерн пояснил по-китайски, что часовому на карауле спать нельзя и что он, барон Унгерн, наказал его за это. Затем он сел снова на лошадь и спокойно поехал дальше. Это появление барона Унгерна в Урге произвело колоссальную сенсацию среди населения города, а китайских солдат повергло в страх и уныние, внушив им уверенность, что за бароном стоят и помогают ему какие-то сверхъестественные силы…
11—13 марта 1921 года Унгерн захватил укреплённую военную базу китайцев в Чойрыне на юге Монголии; другую базу, в Замын-Уудэ несколько южнее, китайские солдаты оставили без боя. Оставшиеся китайские войска, отступившие от Урги на север Монголии, попытались обойти столицу и пробраться в Китай. Кроме того, большое число китайских солдат двинулось в том же направлении от Маймачена (у российской границы в районе города Кяхта). Русские и монголы восприняли это как попытку вновь захватить Ургу. Несколько сотен казаков и монголов встретили несколько тысяч китайских солдат в местности Талын-Улан-Хад в районе тракта Урга — Улясутай у реки Тола в центральной Монголии. Бои шли с 30 марта по 2 апреля. Китайцы были разбиты, часть сдалась, а часть прорвалась на юг в Китай. Теперь вся Внешняя Монголия была свободной.

### Монголия при Унгерне
С. Л. Кузьмин отмечал, что Урга встретила «белых» как освободителей. Однако первое время в городе происходили грабежи — то ли с разрешения барона, то ли потому, что он не мог остановить своих подчинённых. Вскоре Унгерн жёстко пресёк грабежи и насилия.
22 февраля 1921 года в Урге состоялась торжественная церемония повторного возведения Богдо-гэгэна VIII на трон великого хана Монголии. За заслуги перед Монголией Унгерн был пожалован титулом дархан-хошой-чин-вана в степени хана; многие подчинённые барона получили титулы монгольских князей. Кроме того, барон получил от Семёнова чин генерал-лейтенанта. Часто ошибочно считают, что Унгерн стал диктатором или ханом Монголии, а монархическое правительство было марионеточным. Это не так: всю полноту власти осуществлял Богдо-гэгэн VIII и его правительство. Барон Унгерн действовал с санкции монарха; он получил один из высших титулов в Монголии, но не власть.

Унгерн почти не вмешивался в собственно монгольские дела, хотя и помогал монгольской власти. В этот период, несмотря на фактическую изоляцию, в стране был осуществлён ряд прогрессивных мер: открыта военная школа в Урге, национальный банк, улучшено здравоохранение, административная система, промышленность, связь, сельское хозяйство, торговля. Но в отношении колонистов, приехавших в Монголию из России, Унгерн проявил себя как жестокий властитель. Комендантом Урги стал начальник контрразведки Азиатской дивизии подполковник Л. В. Сипайло, сосредоточивший в своих руках всю полноту гражданской власти над колонистами. Со ссылками на приказы Унгерна в Урге было убито 38 евреев; общее же число казнённых разных национальностей (в Монголии и вне её) составляет примерно 846 человек (списки см.:). Причина была в том, что Унгерн считал евреев главными виновниками революций, а революционеров — главными врагами:
Барон Унгерн фактически не нарушал нормальной колеи жизни населения Урги, стоя на защите жителей, но с врагами расправлялся жестоко и своих подчинённых не щадил.<…>

При занятии Урги всех коммунистов передушили и кончили всех евреев
Понимая, что «Белое дело» в России проиграно, Унгерн пытался использовать для восстановления монархии в России недовольство некоторых слоёв населения советской властью. Он надеялся также использовать действия других «белых» отрядов, монархистов Монголии, Маньчжурии, Китая и Восточного Туркестана, а также японцев. Тем не менее, налаженной разведки и точных сведений о положении в этих регионах и Сибири он не имел, действовал вопреки стратегии Японии. Кроме того, ресурсы Монголии не позволяли обеспечить долгое содержание Азиатской дивизии, ухудшались отношение местного населения к белым и дисциплина в войсках от долгого стояния.

## Северный поход 1921 года
21 мая 1921 года Унгерн издал приказ № 15 «русским отрядам на территории Советской Сибири», которым объявил о начале похода на советскую территорию. В составлении приказа участвовали многие люди, в том числе известный польско-русский журналист и писатель Фердинанд Оссендовский. В приказе, в частности, говорилось:

…в народе мы видим разочарование, недоверие к людям. Ему нужны имена, имена всем известные, дорогие и чтимые. Такое имя лишь одно — законный хозяин Земли Русской Император Всероссийский Михаил Александрович… В борьбе с преступными разрушителями и осквернителями России помнить, что по мере совершенного упадка нравов в России и полного душевного и телесного разврата нельзя руководствоваться старой оценкой. Мера наказания может быть лишь одна — смертная казнь разных степеней. Старые основы правосудия изменились. Нет «правды и милости». Теперь должны существовать «правда и безжалостная суровость». Зло, пришедшее на землю, чтобы уничтожить Божественное начало в душе человеческой, должно быть вырвано с корнем…
Михаил Александрович Романов был убит в Перми ещё летом 1918 года. Цель похода барона Унгерна в Советскую Россию лежала в контексте возрождения империи Чингис-хана: Россия должна была единодушно восстать, а помочь ей изжить революцию должна Срединная империя (понимавшаяся им не как Китай, а как страна кочевников от Тихого океана до Каспия, наследница Великой Монгольской империи).
Весной 1921 года Азиатская дивизия была разделена на две бригады: одна под командованием генерал-лейтенанта Унгерна, другая — генерал-майора Резухина. Последняя должна была перейти границу в районе станицы Цежинской и, действуя на левом берегу Селенги, идти на Мысовск и Татаурово по красным тылам, взрывая по пути мосты и тоннели. Бригада Унгерна наносила удар на Троицкосавск, Селенгинск и Верхнеудинск. По данным М. Г. Торновского, бригада Унгерна включала 2100 бойцов, 20 пулемётов и 8 орудий, бригада Резухина — 1510 бойцов, 10 пулемётов и 4 орудия, части оставленные в районе Урги — 520 человек. В Азиатской дивизии служили представители более 16 национальностей, в основном русские, монголы, буряты, китайцы, башкиры, татары, которые составляли национальные отряды. Кроме того, Унгерну подчинялись отряды «белых» в других частях Монголии: Н. Н. Казагранди, И. Г. Казанцева, А. П. Кайгородова, А. И. Шубина.
В мае бригада Резухина начала рейд через границу с Россией к западу от реки Селенга. Бригада Унгерна выступила из Урги 21 мая и медленно двинулась на север. К этому времени «красные» уже перебрасывали войска с разных направлений к границе с Монголией. Они имели многократный перевес в живой силе и вооружении, поэтому наступление Унгерна на Сибирь считали даже желательным, чтобы иметь повод окончательно покончить с ним.
Бригаде Резухина в Забайкалье удалось разбить несколько «красных» отрядов. В одном из этих боёв, 2 июня 1921 года под станицей Желтуринской, отличился К. К. Рокоссовский, который получил за это второй орден Боевого Красного Знамени. У Резухина не было связи с бригадой Унгерна, в результате действий «красных» создалась угроза окружения. 8 июня он начал отступление и с боями ушёл в Монголию.
Бригада Унгерна потерпела поражение в боях за Троицкосавск 11—13 июня. Затем объединённые силы большевиков и красных монголов, после незначительных боёв с арьергардами Унгерна, 6 июля вошли в Ургу, оставленную «белыми».
Унгерн, дав небольшой отдых своей бригаде на реке Иро, повёл её на соединение с Резухиным. Бригада Унгерна подошла к бригаде Резухина 7 или 8 июля, но переправиться через Селенгу и соединить силы удалось лишь через 4—5 дней. 18 июля Азиатская дивизия уже двинулась в свой последний поход — на Мысовск и Верхнеудинск. Силы Азиатской дивизии к моменту выступления во 2-й поход составляли 3250 бойцов при 6 орудиях и 36 пулемётах.
1 августа 1921 года барон Унгерн одержал победу у Гусиноозёрского дацана, взяв в плен 300 красноармейцев, 2 орудия, 6 пулемётов, 500 винтовок и обоз. Пленные были отпущены (по другим данным, убито 24 коммуниста). Наступление «белых» вызвало большую обеспокоенность властей ДВР. Обширные территории вокруг Верхнеудинска объявили на осадном положении, была проведена перегруппировка войск, прибывали подкрепления и т. д. Вероятно, Унгерн осознал, что его надежды на восстание населения не оправдались. Создалась угроза окружения «красными». Немаловажным фактором было и то, что теперь вместо плохо организованных красных партизан Унгерну противостояли многочисленные, хорошо вооружённые и организованные войска 5-й Красной армии и ДВР — на фоне отсутствия перспектив пополнения. 3 августа Азиатская дивизия стала отступать в Монголию.
5 августа во время боя при Новодмитриевке первоначальный успех унгерновцев был сведён на нет подошедшими к «красным» броневиками. По разным данным, в селе были убиты две семьи или же один человек. 7—10 августа дивизия с боями отступала в Монголию. 11 августа барон разделил дивизию на две бригады. Бригада Унгерна ушла вперёд, а бригада Резухина выступила несколько позже в арьергарде, отбивая атаки наседавших «красных». 14—15 августа унгерновцы перевалили неприступный Модонкульский голец и вышли в Монголию. М. Г. Торновский оценивает потери «белых» во время второго похода на Сибирь менее чем в 200 человек убитыми и 50 — тяжело ранеными. Потери красных он оценивает в 2000—2500 человек, что, по-видимому, завышено.

## Заговор и плен

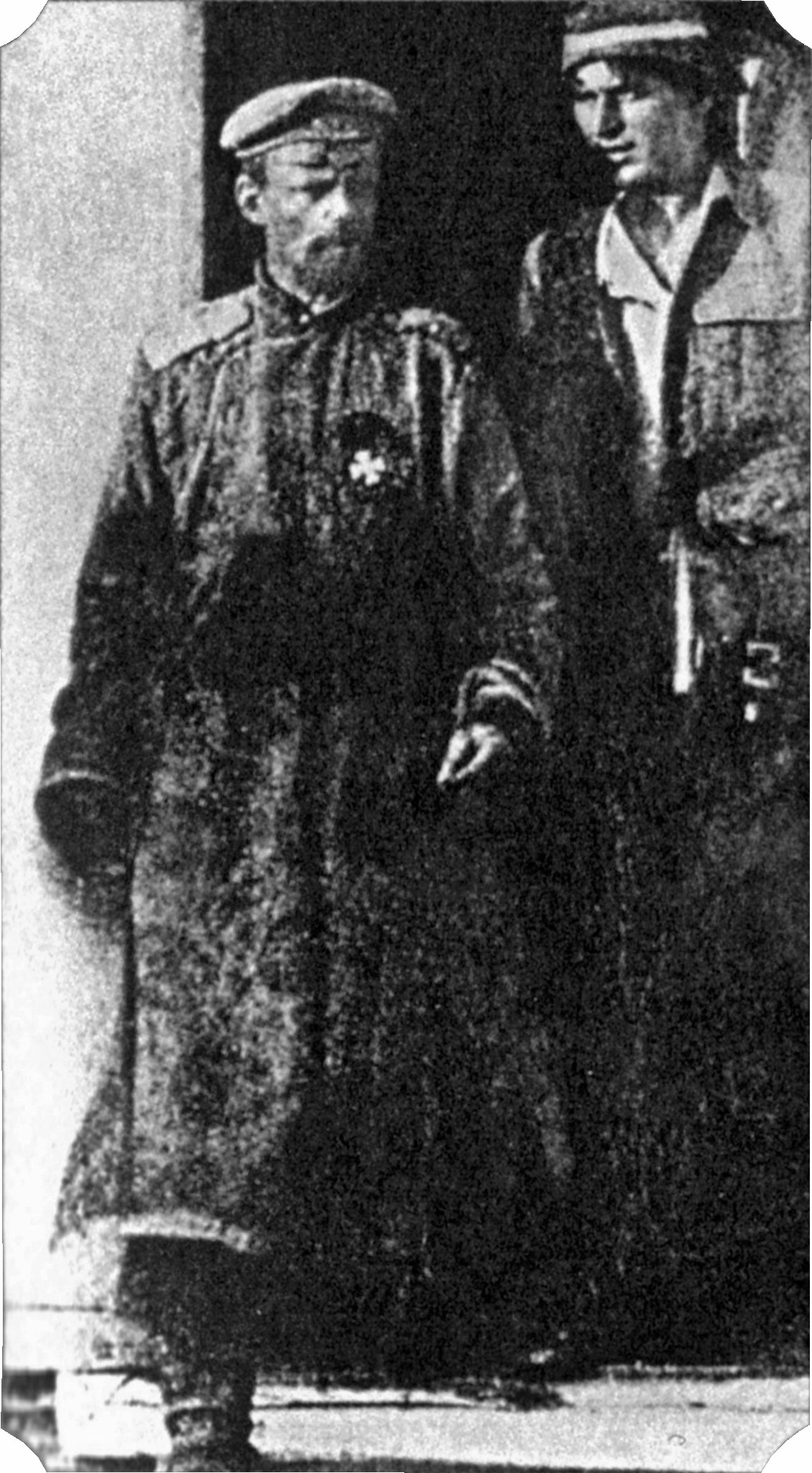
Барон Р. Ф. Унгерн и П. Е. Щетинкин

Унгерн решил вести дивизию на запад — в Урянхай на зимовку, чтобы потом вновь начать борьбу. Затем, по-видимому, поняв, что это место в силу географических особенностей станет ловушкой для «белых», он решил уходить в Тибет. Эти планы не получили поддержки: солдаты и офицеры были уверены, что задуманный Унгерном поход обрекает их на неминуемую гибель. Как следствие, в обеих бригадах возник заговор против барона Унгерна с целью его убийства и последующего ухода в Маньчжурию.
В ночь с 17 на 18 августа 1921 года Резухин был убит своими подчинёнными. В следующую ночь заговорщики обстреляли палатку самого Унгерна, однако тот успел скрыться. Заговорщики расправились с несколькими близкими к барону офицерами, после чего обе взбунтовавшиеся бригады ушли в восточном направлении, чтобы через территорию Монголии добраться до Маньчжурии.
Унгерн предпринял попытку вернуть свою бригаду, однако те отогнали барона выстрелами. Позже он встретил свой монгольский дивизион, который 20 августа 1921 года арестовал его. Затем отряд вместе с бароном был взят в плен разъездом партизан, которым командовал П. Е. Щетинкин.
В мемуарах очевидцев из России и Монголии сохранилось несколько версий ареста барона Унгерна, на основании которых сделана следующая реконструкция. Утром 19 августа Унгерн встретил свой монгольский дивизион. Барон попробовал склонить его на свою сторону. Возможно, Унгерн также приказал арестовать и расстрелять находившихся в дивизионе русских инструкторов. Однако монголы не хотели продолжать борьбу и помогли бежать, по крайней мере, некоторым из них. Чтобы выйти из борьбы, командир дивизиона Бишерельту-гун Сундуй с подчинёнными утром 20 августа связали Унгерна и повезли к «белым» (монголы считали, что пуля не берёт барона). К тому времени «красные» из отряда Щетинкина узнали от пленных о произошедшем в бригаде Унгерна. Они направили разведгруппу и наткнулись на связанного барона с монголами, направлявшимися в сторону уходивших «белых».

## Процесс и казнь

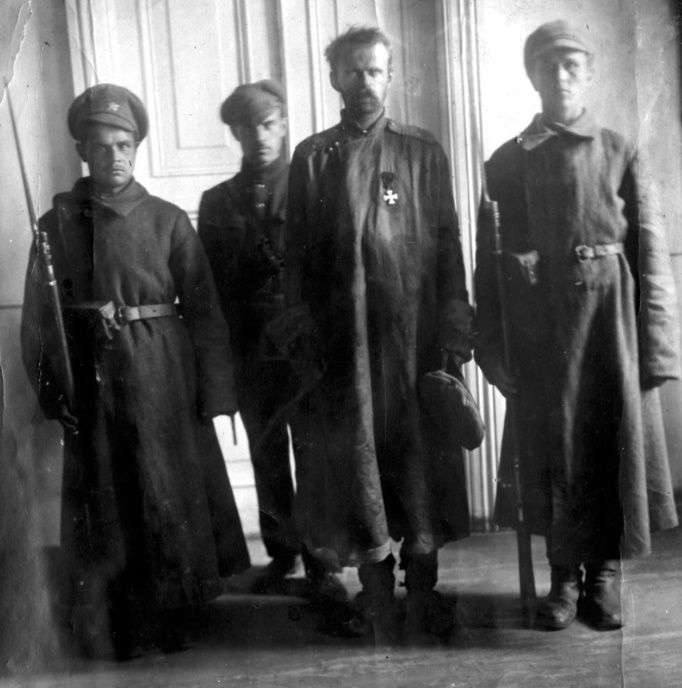
Пленный Унгерн под охраной красноармейцев

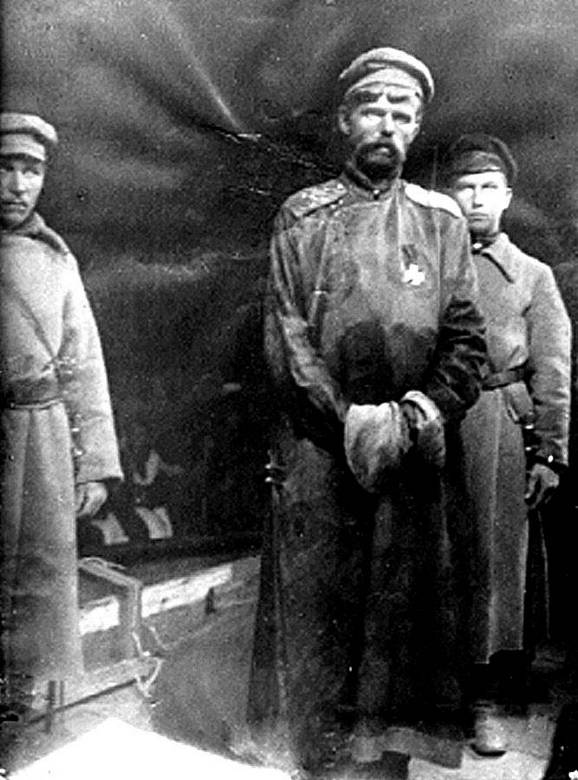
Барон Унгерн во время судебного процесса

Смертный приговор барону фактически вынесло большевистское руководство в Москве. 26 августа 1921 года Ленин по телефону передал своё указание по делу барона:

Советую обратить на это дело побольше внимания, добиться проверки солидности обвинения, и в случае если доказанность полнейшая, в чём, по-видимому, нельзя сомневаться, то устроить публичный суд, провести его с максимальной скоростью и расстрелять.
На следующий день Политбюро ЦК РКП(б) приняло решение по барону Унгерну в редакции, полностью совпадающей с этой директивой Ленина.
15 сентября 1921 года в Новониколаевске в летнем театре в парке «Сосновка» состоялся показательный процесс над Унгерном. В газете «Советская Сибирь» опубликовали стенограмму судебного заседания. Главным обвинителем на процессе был назначен Емельян Ярославский. Слушание дела заняло 5 часов 20 минут. Унгерну предъявили обвинение по трём пунктам: во-первых, участие в вооружённой борьбе против советской власти под покровительством Японии (что, в частности, выразилось в планах создания «центральноазиатского государства»); во-вторых, участие в зверских расправах над мирным населением в районе вооружённых действий; в-третьих, участие в массовом уничтожении населённых пунктов и граждан. Унгерн во время следствия и суда подчёркивал своё отрицательное отношение к большевизму и советской власти. Приговор о расстреле был приведён в исполнение (по неподтверждённым пока историческим документам) в доме купца Маштакова на пересечении нынешнего Красного проспекта и улицы Свердлова. В здании тогда находилось Новониколаевское ГПУ.
Богдо-гэгэн VIII после получения известия о казни Унгерна повелел служить молебны о нём во всех храмах Монголии. Место захоронения Унгерна неизвестно. Последнее обстоятельство, а также то, что Унгерн ещё при жизни стал легендой, породило, в свою очередь, легенду о том, что барон бежал и ушёл в буддистский монастырь.

### Попытка реабилитации
По мнению Кузьмина, приговор Унгерну содержит ряд ложных обвинений: в истреблении целых селений, поголовном уничтожении евреев, в действиях «на пользу захватнических планов Японии» и в том, что действия барона были частью общего плана наступления на РСФСР с востока.
Тем не менее в 1998 году президиум Новосибирского областного суда отказал в реабилитации барона Унгерна, признав все пункты приговора обоснованными.

## Мировоззрение и миф Унгерна
Роман Фёдорович фон Унгерн мечтал соединить Тибет, Синьцзян, Халху, Внутреннюю Монголию, Барги, Маньчжурию, Шаньдун в единое Срединное государство по образцу империи Чингисхана, а на её основе совершить «крестовый поход» против Запада, источника революций. Основу его державы должны были составить «жёлтые», азиатские, народы, не утратившие, подобно «народам белым», своих вековых устоев, для реставрации свергнутых монархий и утверждения на всём Евразийском континенте «жёлтой» культуры и «жёлтой» веры, тибетского буддизма, призванного, по мнению барона, духовно обновить Старый Свет. Переход в монгольское подданство был призван подчеркнуть жёлтый халат Унгерна, на котором в то же время были погоны русского генерала. Ещё до вступления в Монголию Унгерн пытался создать «Орден военных буддистов», который теперь иногда называют орденом «буддийских крестоносцев». После восстановления Российской империи её правителем должен был стать Михаил II, а двуглавый орёл сохранился бы как государственный символ, хотя Унгерн нередко использовал и символ свастики. Унгерн принял буддизм, но при этом не отказался от христианства, проявлял веротерпимость, но при этом во время войны проявлял и жестокость, нарушая буддийский принцип ненасилия.
Показателен в этом отношении и штандарт Унгерна: обшитое тёмно-красным монгольским орнаментом жёлтое знамя с изображением Спаса Нерукотворного и надписью на старославянском «Съ на́ми бг҃ъ». Также в конце был добавлен знак чёрной свастики.
Харизматическая личность Унгерна после смерти обросла легендами. Согласно мемуарам некоторых европейцев, монголы считали Унгерна «богом войны». В Тибете место бога войны занимает докшит Бегцзэ (тиб.: Джамсаран), в Монголии он считается покровителем столицы, освобождённой Унгерном от китайцев; в народной традиции монгольских народов он иногда трактовался как «бог войны». Сопоставление старых сведений, собранных Б. Ринченом, с разрозненными мемуарными сведениями и сохраняющимися в Монголии воспоминаниями позволило предположить, что Унгерн мог ассоциироваться с Гэсэром, который в некоторых буддийских представлениях монголов считался богом войны и связывался с Джамсараном.
Авторы популярных книг конца ХХ — начала XXI века называли его «белым рыцарем Тибета», «воином Шамбалы», «Махакалой» и т. д. Со времени его смерти до наших дней в разных частях Монголии и Забайкалья ищут клады барона Унгерна. В России, Польше и Китае объявлялись его «потомки», но все претензии такого рода основаны на легендах или фальсификациях.

## Историческое значение

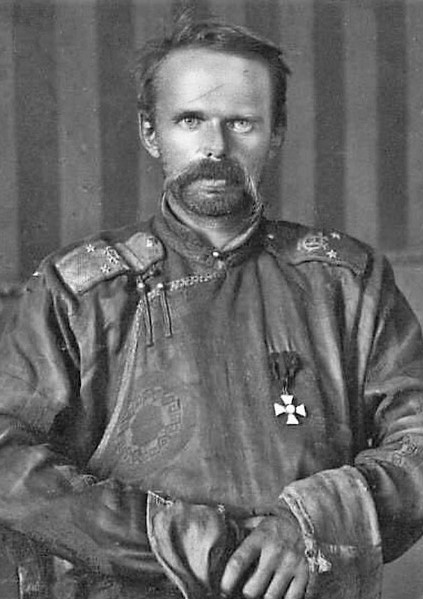
Генерал-лейтенант Роман фон Унгерн-Штернберг в Иркутске на допросе в штабе 5-й Красной Армии. 1-2 сентября 1921 года

Главный итог действий Унгерна — это сегодняшняя независимость Монголии от Китая.
Если бы не было взятия Урги Азиатской дивизией, если бы не были изгнаны из Урги китайские войска и не возник бы повод для ввода на монгольскую территорию частей Красной армии в ответ на атаку Забайкалья Унгерном, Внешняя Монголия, обретшая независимость после распада империи Цин, могла бы быть аннексирована Китаем и стать такой же китайской провинцией, как Внутренняя Монголия. Ни одна страна, в своё время захваченная Маньчжурской империей, так и не смогла восстановить свою независимость от Китая, кроме Монголии, в которую пришёл Унгерн. Адольф Иоффе в письме Ленину, Троцкому, Зиновьеву и Сталину писал: «Советизация Монголии не явилась результатом последовательного, продуманного и организованного плана. Если бы в Монголии не было Унгерна… мы также не советизировали бы Монголию, как не советизировали Восточный Туркестан…»
Унгерн не был характерной фигурой Белого движения, но для большевизма он представлял действительную опасность тем, что открыто провозглашал своей целью не расплывчатую идею Учредительного собрания, а восстановление монархии.
Ярый монархист Роман Унгерн ненавидел революции и вообще всё, что вело к свержению монархий. «Единственно, кто может сохранить правду, добро, честь и обычаи, так жестоко попираемые нечестивыми людьми — революционерами, это цари. Только они могут охранять религию и возвысить веру на земле. Но люди корыстны, наглы, лживы, утратили веру и потеряли истину, и не стало царей. А с ними не стало счастья, и даже люди, ищущие смерти, не могут найти её. Но истина верна и непреложна, а правда всегда торжествует… Самое наивысшее воплощение царизма — это соединение божества с человеческой властью, как был Богдыхан в Китае, Богдо-хан в Халхе и в старые времена русские цари».
Унгерн был фаталист и мистик. Он принял буддизм, но при этом не отказался от христианства и считал все религии выражающими одну высшую истину. Политическая концепция Унгерна была тесно связана с его эсхатологическими взглядами. В пророчествах разных религий он находил объяснение гражданской войне и своему призванию в борьбе с революционерами.

## Награды
- Орден Святого Георгия 4-й степени 4-й степени (ВП 25.04.1915: «за то, что во время боя 22 сентября 1914 года, находясь у фольварка Подборек в 400—500 шагах от окопов противника, под действительным ружейным и артиллерийским огнём, дал точные и верные сведения о местонахождении неприятеля и его передвижениях, вследствие чего были приняты меры, повлёкшие за собой успех последующих действий»);
- Орден Святого Владимира 4-й степени с мечами и бантом (ВП 12.11.1915);
- Орден Святой Анны 4-й степени с надписью «За храбрость» (ВП 09.05.1916);
- Орден Святой Анны 3-й степени с мечами и бантом (ВП 06.09.1916);
- Георгиевское оружие (ВП 31.10.1916);
- Орден Святого Станислава 3-й степени с мечами и бантом (ВП 01.12.1916).

## Отражение в культуре и память
Барон Унгерн стал персонажем многочисленных исторических и художественных произведений, которые с большей или меньшей точностью отражают его биографию и деятельность. Важными факторами, влиявшими на развитие историографии Унгерна, были фальсификации и гиперболизации. Важнейшей причиной части их была идеологизация, цели которой сходились у белых либералов и у красных в неприятии монархизма и традиционализма. Изучение документов, мемуаров, СМИ, научных и популярных изданий по Унгерну показало, что идеологические клише внедрялись в исторический дискурс в основном в результате многолетнего тиражирования.

### В литературе
- «Баллада о даурском бароне» (1928, Арсений Несмелов).
- Роман «Рыжий Будда» (Сергей Марков).
- Документальный роман «Самодержец пустыни» Леонида Юзефовича посвящён Унгерну.
- Упоминается в романе Юлиана Семёнова «Пароль не нужен».
- Роман «Чапаев и Пустота» (Виктор Пелевин). В книге барон Юнгерн представлен как реинкарнация бога войны, а Внутренняя Монголия, защитником которой был барон, у Пелевина является параллельным миром, куда попадают просветлённые, освободившиеся от ложного мира.
- Барон Унгерн является в видениях одному из главных персонажей поэмы Андрея Белянина «Лана».
- Барону посвящёно стихотворение Алексея Широпаева «Унгерн».
- Эдуард Лимонов описал биографию барона Унгерна в одной из глав своей книги «Священные монстры (портреты)».
- Унгерн — один из героев романа Андрея Валентинова «Генерал-марш».
- Барон Роман фон Унгерн Штернберг — один из персонажей романа Дэниела Истермана (Daniel Easterman) (Великобритания) «Девятый будда» (1988).
- В 1995 году писатель Фридрих Горенштейн написал роман «Под знаком тибетской свастики»[62].
- Упоминается в романе Артуро Перес-Реверте «Клуб Дюма, или Тень Ришельё».
- Унгерн-Штернберг — один из ключевых персонажей в предыстории романа «The Fuller Memorandum» (2010) английского фантаста Чарльза Стросса.
- Центральный персонаж исторического романа-фантасмагории «Архив барона Унгерна» О. Новокщёнова, А. Киреева и Д. Горшечникова (2018)[63].
- Один из главных персонажей книги Фердинанда Оссендовского «И звери, и люди, и боги».
- В книге «Свой среди чужих, чужой среди своих» (повести, написанной Эдуардом Володарским и Никитой Михалковым на основе сценария одноимённого фильма), несколько раз упоминается барон Унгерн, причём из текста следует, что действие повести происходит в то время, когда Унгерн был ещё не захвачен в плен («— В Монголию подаваться надо, ротмистр! — обернувшись, проговорил Брылов. — Под крыло барона Унгерна… — Он вдруг привстал в стременах и тонким голосом крикнул: — По коням!») и, во-вторых, действия группы «белых» офицеров, которая совершает налёт на поезд с золотом, возможно, направляются из-за границы («Хорошо паразитам в Китае и Монголии! — со злобой думал Турчин. — Дутов и Унгерн только обещают вернуться сюда с отрядами, а мы подставляем свои головы…»)[64].
- Роман «На пути в страну жёлтых лам» (2016, Игорь Рябов).
- Роман «Отчий край» (1957, Константин Седых). Несколько глав посвящены деятельности барона Унгерна.
- Роман «ОТМА. Спасение Романовых» (2023, Колмогоров Алексей Алексеевич).

### В музыке
- Унгерну посвящёна песня «Вечное небо» группы «Калинов Мост» в вышедшем в 2007 году альбоме «Ледяной походъ».
- Песня «Приказ № 15» из альбома Contra 2013 года этой же группы.
- Унгерну посвящёна песня Евгения Юркевича «фон Унгерн-Штернбергу (за бароном Романом)».
- Памяти барона Унгерна посвящёна одноимённая песня волгоградской R.A.C.-группы «Моя дерзкая правда» (МДП).
- Унгерну посвящёна песня «The Baron of Urga» неофолк/неоклассик группы «H.E.R.R.».
- Именем барона Унгерна названа украинская блэк-метал-группа «Ungern»; лирика группы основана на антикоммунизме и национал-социализме.
- Унгерну посвящён вышедший в 2013 году альбом итальянской мартиал-индастриал-группы «TSIDMZ» «Ungern von Sternberg Khan» (рус. Хан Унгерн фон Штернберг), а также композиция из этого альбома «Ungern Khan, le Cavalier du Vril» (рус. Унгерн-хан, кавалер Врила).
- Унгерну посвящёна песня «Ungern-Sternberg» французской стритпанк-группы Paris Violence.
- песня Кранты и Оксана Кочубей — Барон Унгерн.
- У российской блэк-метал\хардкор группы «Bandarlog[65]» есть песня посвящённая Барону Унгерну «Pale Khan. 15091921» (рус. Бледный хан).
- Унгерну посвящёна одноимённая песня пензенского солиста одиночного акустического проекта «Правь» Ивана Зарядова.
- Существует блэк-метал группа из Монголии, называющаяся «Барон Унгерн»[66].
- Упоминается в песне Михаила Елизарова «Рамштайн, циклодол и ислам».
- У российской блэк-метал группы «Behrosth» есть песня, посвящённая Унгерну «Барон»
- Унгерну посвящена песня Марка Мермана «Всадник» (Унгерн-рапсодия).

### В кинематографе
- Является действующим лицом ряда художественных фильмов о революционных событиях на Дальнем Востоке: «Его зовут Сухэ-Батор» (1942, играет Николай Черкасов); совместный советско-монгольский «Исход» (1968 год, играет Александр Лемберг); «Кочующий фронт» (1971, Афанасий Кочетков), «Хатан-Батор» (1981, Владимир Ткалич).
- Унгерн играет одну из ключевых ролей в российском телесериале «Вепрь» (2005—2006, играет Ромуальд Макаренко).
- В 2011 году монгольским режиссёром Б. Баяром по мемуарам Оссендовского был снят художественно-документальный фильм об Унгерне «Только после моей смерти» (монг. Зөвхөн намайг үхсэний дараа), в главной роли — Степан Догадин.
- Унгерн появляется в монгольском художественном фильме «Долоон бурхан харвадаггүй» (2012), посвящённом событиям народной революции и первых лет существования народной власти в Монголии.
- В 2015 году снят документальный фильм «Последний поход барона» (режиссёр Дарья Хренова). В фильме также восстановлены эпизоды суда над бароном (актёр — Евгений Кулагин).
- Упоминается в фильме «Конец императора тайги» (1978).
- Унгерн появляется в эпизодической роли в итальянско-французском мультипликационном фильме «Корто Мальтез: Погоня за золотым поездом» (2002).
- В 8-й серии сериала «Бригада», в сцене, когда Космос уговаривает Белова принять предложение Луки о поставках оружия в Чечню, камера показывает рабочий стол, на котором в рамочке под стеклом стоит фотография барона Унгерна. Существует устное предположение (не подтверждённое документальными источниками), что режиссёр фильма, Алексей Сидоров был неравнодушен к белому генералу Унгерну, как к своеобразному «богу войны», сильной фигуре, окутанной мифами и легендами, и поэтому наделил главного героя похожей судьбой: оба являются лидерами, воинами, бесстрашными, умными, хорошими тактиками и невероятно везучими до поры до времени. Правда, в отличие от пленённого и расстрелянного Унгерна, режиссёр оставил своему герою шанс на спасение.

### Воспоминания
- Книга Фердинанда Оссендовского «И звери, и люди, и боги» издавалась несколько раз, в частности:
  - Оссендовский Ф. И звери, и люди, и боги / Пер. с англ. В. Бернацкой; Предисл. Ю. Стефанова. — М.: Пилигрим, 1994. — 327 с. — ISBN 5-87475-004-5 — (Библиотека эзотерической литературы);
  - Оссендовский А. Ф. Люди, боги, звери. — М.: Яуза, Эксмо, 2005. — 477, [1] с., [8] л. ил., портр. — (Включает очерк Витольда Михаловского об Оссендовском.) — ISBN 5-699-12872-7 — (Тибетское послание древних).
- Воспоминания Н. Н. Князева, служившего с 1921 года в Азиатской дивизии в чине подпоручика:
  - Князев Н. Н. Легендарный барон // Легендарный барон: неизвестные страницы Гражданской войны. — М.: КМК, 2004. — 372 с. — (Сфера Евразии). — 1500 экз. — ISBN 5-87317-175-0.
- Мемуары М. Г. Торновского, служившего некоторое время начальником штаба Азиатской дивизии:
  - Торновский М. Г. Легендарный барон: неизвестные страницы гражданской войны. — М.: КМК. — 372 с. — (Сфера Евразии). — 1500 экз. — ISBN 5-87317-175-0.
- Першин Д. П. Барон Унгерн, Урга и Алтан-Булак: Записки очевидца о смутном времени во Внешней (Халхаской) Монголии в первой трети XX века / Подгот. текста, вступ. очерк, послесл., коммент. И. И. Ломакиной. — Самара: Агни, 1999—280 с.: ил. — 1000 экз. — ISBN 5-89850-003-0
- Giżycki, Kamil. Przez Urianchaj i Mongolię. — Lwów-Warszawa: wyd. ZNiO, 1929. — 249 s. (пол.)
- Макеев А. С. Бог войны — барон Унгерн: Воспоминания бывшего адъютанта Начальника Азиатской Конной Дивизии. — Шанхай : Малык и Камкин, 1934. — 142 с.
  - Макеев А. С. Бог войны — барон Унгерн: Воспоминания есаула А. С. Макеева, бывшего адъютанта начальника Азиатской Конной Дивизии. — М.: Ча-ща, 2020. — 168 с. — ISBN 978-5-604-27472-9
- Журнал. "Казаки за Камнем". — Издание группы казаков Урала,

Зауралья, Сибири и Дальнего Востока, 2024. — С. 122, 124. — 232 с.

### Исследования
- «Барон Р. Ф. фон Унгерн-Штернберг в истории Монголии». Международная конференция к 100-летию восстановления независимости Монголии бароном Р.Ф. фон Унгерн-Штернбергом, 4 февраля 2021 г. (видео докладов)
- Барон Р. Ф. фон Унгерн-Штернберг в истории Монголии. Материалы международной конференции / Ред. О. Батсайхан, С. Л. Кузьмин. — Улан-Батор: Битпресс, 2021. — 320 с. — (Тексты на русском, монгольском и английском). — ISBN 978-9919-24-414-9.
- Bodisco, Theophile von; Dugin, Alexander; Evola, Julius, Fernbach, Markus, Freitag, York; Greiner, Alexander W.; Mutti, Claudio; Nesmelow, Arsenij; Ungern-Sternberg, Roman von. Baron Ungern von Sternberg — der letzte Kriegsgott (Junges Forum. 2007. Nr.7). — Straelen: Regin-Verlag, 2007. — 64 s. — ISBN 3-937129-32-4, ISBN 978-3-937129-32-7
- Белов Е. Барон Унгерн фон Штернберг: Биография. Идеология. Военные походы. 1920—1921 гг. — М., 2003. — ISBN 5-7784-0252-X.
- Ефименко А. Р. К биографии барона Р. Ф. Унгерна-Штернберга // Архив наследия — 2003 / Сост. и науч. ред. В. И. Плужников. — М.: Институт наследия, 2005. — С. 276—314. — ISBN 5-86443-118-4.
- Жуков А. В. Барон Унгерн: Даурский крестоносец или буддист с мечом. — М.: Вече, 2013. — 416 с. — (Путь русского офицера). — 3000 экз. — ISBN 978-5-4444-0438-6
- Каирова С. Ш. Р. Ф. фон Унгерн-Штернберг и Япония // Концепт: Научно-методический электронный журнал. — 2014. — Т.20. — С.1886-1890.
- Кислов А. Н. Разгром Унгерна: О боевом содружестве советского и монгольского народов [: Воен.-ист. очерк]. — М.: Воениздат, 1964. — 100 с. : ил., карт.
- Кондаков Ю. Е. «Кровавый барон» Р. Ф. Унгерн: мифы и факты.
- Кручинин А. С. Барон Р. Ф. Унгерн-фон-Штернберг: Мифы и реальность [: разбор книги Л. А. Юзефовича «Самодержец пустыни» ] // История «белой» Сибири: Тез. науч. конф. — Кемерово, 1995. — 195 с. — С.144-147. — ISBN 5-7148-0057-5
- Кручинин А. С. Генерал-лейтенант Р. Ф. Унгерн-фон-Штернберг // Исторические портреты: А. В. Колчак, Н. Н. Юденич, Г. М. Семёнов… / Сост. А. С. Кручинин. — М.: Астрель, 2004. — 541 с. — С.168-229.
- Барон Унгерн в документах и мемуарах / Сост. и ред. С. Л. Кузьмин. — М.: Тов-во науч. изд. КМК, 2004. — 661 с. — (Сфера Евразии). — ISBN 5-87317-164-5.
- Кузьмин С. Л. История барона Унгерна: опыт реконструкции. — М.: Тов-во науч. изд. КМК, 2011. — 742 с. — (Сфера Евразии). — ISBN 978-5-87317-692-2.
- Легендарный барон: неизвестные страницы гражданской войны / Сост. и ред. С. Л. Кузьмин. — М.: Тов-во науч. изд. КМК, 2004. — 336 с. — (Сфера Евразии). — ISBN 5-87317-175-0.
- Кузьмин С. Л. Действия барона Р. Ф. фон Унгерн-Штернберга в Монголии как этап российско-монгольского военного сотрудничества // Россия и Монголия на рубеже XIX—XX веков: экономика, дипломатия, культура. Сб. науч. трудов. — Улан-Батор; Иркутск: БГУЭП, 2013. — 402 c. — С. 213—221. — ISBN 978-5-7253-2667-3
- Кузьмин С. Л., Батсайхан О., Нунами К., Тачибана М. Барон Унгерн и Япония // Восток. — 2009. — № 5. — C. 115—133.
- Записки Ф. А. Оссендовского как источник по истории Монголии / Вступит. статья, перевод с польск. и комм. С. Л. Кузьмина, Л. Ю Рейта // Восток. — 2008. — № 5. — С. 97-110.
- Рощин С. К. Унгерн в Монголии // Восток. — 1998. — № 6. — С. 20-33.
- Уланов М. С. Барон Унгерн и буддизм // Буддийская культура: история, источниковедение, языкознание и искусство: Вторые Доржиевские чтения: Санкт-Петербург, 9—11 ноября 2006 г. — СПб.: Петербургское востоковедение, 2008. — 368 с. — С. 31-36. — ISBN 978-5-85803-371-4
- Цветков В. Ж. Белое дело барона Унгерна
- Цибиков Б. Разгром унгерновщины. — Улан-Удэ: Бурят-Монгольское гос. изд., 1947.
- Юзефович Л. А. Самодержец пустыни: Феномен судьбы барона Р. Ф. Унгерн-Штернберга. — М.: Эллис Лак, 1993. — 271 с. — ISBN 5-7195-0020-0
  - Юзефович Л. А. Самодержец пустыни: Барон Р. Ф. Унгерн-Штернберг и мир, в котором он жил. — М.: Ad Marginem, 2010. — 704 с.
  - Юзефович Л. А. Самодержец пустыни: Барон Р. Ф. Унгерн-Штернберг и мир, в котором он жил. — М.: Ad Marginem Пресс, 2012. — 672 с. — 3 000 экз. — ISBN 978-5-91103-102-2.
  - Юзефович Л. Барон Унгерн: Самодержец пустыни. Р. Ф. Унгерн-Штернберг и мир, в котором он жил. — М.: Молодая гвардия, 2015. — 456[8] с.: ил. (Жизнь замечательных людей: сер. биогр.; вып. 1536).
  - Youzefovitch L. Le baron Ungern. Khan des steppes / Traduit du russe par Elisabeth Mouravieff. Preface par Victor Loupan. — P.: Ed. des Syrtes, 2001. — 284 p.
  - Youzefovitch L. Le baron Ungern. Khan des steppes / Traduit du russe par Elisabeth Mouravieff. — P.: Ed. des Syrtes, 2001. — 290 p.
  - Юзефович Л. А. Самодержец пустыни. Барон Р. Ф. Унгерн-Штернберг и мир, в котором он жил. — М.: АСТ, Редакция Елены Шубиной, 2019. — 588, [4] с., ил.

### Периодическая печать
- Ежедневная газета «Советская Сибирь» № 197 (557). Среда 14 сентября 1921 года. Ново-Николаевск. (Статья: Суд над бароном Унгерном-фон-Штернберг).
- Ежедневная газета «Советская Сибирь» № 199 (559). Пятница 16 сентября 1921 года. Ново-Николаевск. (Статья: Суд над бароном Унгерном-фон-Штернберг).
- Ежедневная газета «Советская Сибирь» № 200 (560). Суббота 17 сентября 1921 года. Ново-Николаевск. (Статья: Суд над бароном Унгерном-фон-Штернберг).
- Ежедневная газета «Советская Сибирь» № 201 (561). Воскресенье 18 сентября 1921 года. Ново-Николаевск. (Статья: Суд над бароном Унгерном-фон-Штернберг).

### Художественные произведения
- Художественный фильм 1942 года «Его зовут Сухэ-Батор»
- Художественный фильм 1967 года «Исход»
- Художественный фильм 1971 года «Кочующий фронт»
- Марков С. Н. Рыжий Будда. — М.: Русский центр «Пересвет», 1992. — 160 с.
- Прозоров Л.. Юбилей [рассказ] // Мартьянов А., Свержин В., Лазарчук А. и др. Священная война [сб.]. — М.: Яуза; Эксмо, 2008. — 320 c. — С.283-290. — (Военно — историческая фантастика). — ISBN 978-5-699-27474-1
- Соколов Б. В. Барон Унгерн. Чёрный всадник. — М.: АСТ-пресс, 2007. — 448 с., 8 л. ил. — (Историческое расследование). — ISBN 978-5-462-00585-5
- Толмачёв M.Б. Урга и Унгерн. — Екатеринбург: Издательские решения, 2016. — 450 с.— ISBN 978-5-4483-1639-5
- Юзефович Л. А. Песчаные всадники. — М.: Зебра Е, 2005. — 176 с. — С.7-110. — ISBN 5-94663-118-7
- Krauthoff, Berndt. Ich befehle! Kampf und Tragödie des Barons Ungern-Sternberg. — Bremen: Carl Schünemann, 1938. — 366 s. (нем.)
- Perez-Reverte, Arturo. El club Dumas o la sombra de Richelieu. — Madrid: Alfaguara, 1993. — 493 р. — ISBN 8420481025, ISBN 9788420481029 (исп.)
- Palmer, James. The Bloody White Baron: The Extraordinary Story of the Russian Nobleman Who Became the Last Khan of Mongolia. — Lnd.: Faber and Faber, 2008. — ISBN 0-571-23023-7; — Переиздание: N.Y.: Basic Books, 2009. (англ.)
- Pozner, Vladimir. Bloody Baron: The story of Ungern-Sternberg. — N.Y.: Random House, 1938. — 383 p. (англ.)
- Znamenski, Andrei. Red Shambhala: Magic, Prophecy, and Geopolitics in the Heart of Asia. — Quest Books, 2011. — 304 p. — ISBN 0-8356-0891-3, ISBN 978-0-8356-0891-6 (англ.)